# 长序榆
长序榆（学名：Ulmus elongata）是榆科榆属的植物，是中国的特有植物。分布于中国大陆的浙江、江西、安徽、福建等地，生长于海拔600米至900米的阳坡或半阳坡，多生长于常绿阔叶林中。
其种加词“elongata”意为“长的”。
浙江师范大学和福建省从事林业的工作人员成功引种。长序榆是一生长迅速的阳生树种，树干通直圆满，可以用于材用和药用。由于旅游、开矿和发展竹林其生境已经严重片段化，经调查研究发现中国大陆的母树不足60株，即使加上幼树也不足350株。影响长序榆生长的主要环境因子是光照和温度。

## 别名
野榔皮、野榆、牛皮筋（浙江遂昌）